# Erhard Werndl von Lehenstein
Erhard Karl Leopold Werndl von Lehenstein (*  5. Januar 1932 in Eger, Tschechoslowakei; † 21. November 2020 in Leipzig) war ein deutscher Künstler, Gehörlosenpädagoge und Genealoge.

## Leben
Erhard Werndl von Lehenstein absolvierte nach der Vertreibung 1946 eine Malerlehre in Bitterfeld. Von 1951 bis 1955 studierte er an der HGB Leipzig in der Fachklasse Freie Grafik bei Elisabeth Voigt, Wolfgang Mattheuer, Werner Tübke und anderen. Von 1955 bis 1957 studierte er an der Universität Leipzig in der philosophischen Fakultät, Abt. Kunsterziehung. Nach einem Schulpraktikum von 1960 bis 1962 spezialisierte er sich durch ein Studium an der Humboldt-Universität zu Berlin in der philosophischen Fakultät, Abt. Sonderschulpädagogik. Im Anschluss war er 35 Jahre lang Gehörlosen- und Fachlehrer für Kunsterziehung an der Samuel-Heinicke-Schule für Hörgeschädigte sowie an der Volkshochschule in Leipzig. Hier schuf er mit seinen gehörlosen Schülern u. a. große Wandbilder. Ab 1992 war er als freischaffender Maler und Grafiker tätig.

## Auszeichnungen
- Pestalozzi-Medaillen in Bronze, Silber und Gold
- Silbermedaille beim 11. Offenen Kunstpreis 2008

## Mitgliedschaften
- Seit 1990 im AEK (Arbeitskreis Egerländer Kulturschaffender e.V.)
- Seit 2004 in der S.E.C. (Société européenne de culture - Gesellschaft für europäische Kultur) mit Sitz in Venedig/Italien
- 2007 Fördermitglied der Jean-Gebser-Akademie und der Künstlergruppe artgala.
- Mitglied in der Leipziger Genealogische Gesellschaft e.V.

## Ausstellungen (Auswahl)
- 1993 in Augsburg
- 1996 in Würzburg
- 1997 in München
- 2000 in Zürich, Leipzig, Marienbad/Tschechien, Marktredwitz
- 2001 in Leipzig, Zwickau, Eger (Cheb)/Tschechien
- 2002 in Leipzig, Karlsbad/Tschechien
- 2003 Annaberg-Buchholz, Franzensbad/Tschechien, Wiesbaden
- 2004 Leipzig, Franzensbad/Tschechien, Marktredwitz
- 2005 in Venedig, Falkenau (Sokolov)/Tschechien, Wien
- 2006 in Wien, Eger (Cheb)/Tschechien, Marktredwitz
- 2007 in Leipzig
- 2008 in Eger (Cheb)/Tschechien, Schloss Altranstädt
- 2009 Kunsthof Schloss Reinharz
- 2010 in Leipzig